# Daniell-elem

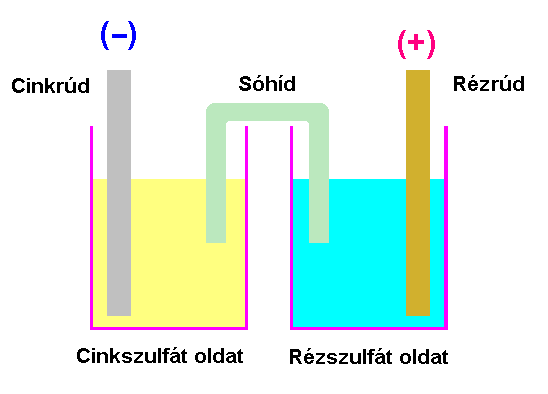
Daniell-elem

A Daniell-elem a galvánelemek egy fajtája, melyet először John Frederic Daniell angol kémikus és fizikus 1836-ban állított össze.

## Kialakítása
A Daniell-elem elektródjai ugyanazok, mint amiket a Volta-elemben alkalmaznak, azzal a különbséggel, hogy a cinkből (Zn) készített elektród hígított kénsavba, azaz cink-szulfát (ZnSO4) oldatba, míg a réz elektród rézgálic (CuSO4) oldatba merül, egymástól független üvegedényben. A töltések kiegyenlítődése sóhíddal van biztosítva.

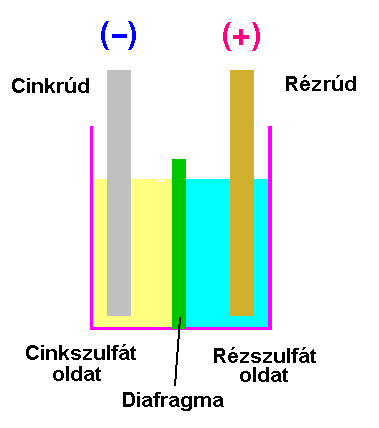
Daniell-elem közös edényben

Egy közös edényben is elhelyezhetők az elektródok és különböző elektrolitok, de ekkor a két teret egymástól égetett agyagból készített diafragmával választják el. Diafragmát alkalmaznak az ún. kétfolyadékú galvánelemeknél, ahol az oldatok keveredését meg kell akadályozni, de az áram vezetését nem szabad korlátozni. Általában máztalan, égetett agyagból, vagy porcelánból készítik.
Az elem terhelése alatt a negatív cinkelektród az elektrolitjában folyamatosan oldódik, a pozitív rézelektródon a hidrogéngáz helyett a réz-szulfát oldatból réz fog kiválni, így a galvánelemeknél kialakuló polarizációból kialakuló ellenáram elmarad.

## Tulajdonsága
Üresjárati feszültsége 1,1 volt.
Megfelelő méretű cinklemez alkalmazása esetén, és ha a réz-szulfát oldat telítettsége biztosítva van, akkor közel állandó feszültség mellett közel állandó teljesítményt képes leadni.
A korszerű szárazelemek és akkumulátorok alkalmazása miatt a Daniell-elemet ma már nem alkalmazzák.